# Farrah Abraham
Farrah Lynn Abraham (nacida el 31 de mayo de 1991) es una personalidad de telerrealidad, actriz y cantante estadounidense.
Nacida en Omaha, Nebraska, y criada en Council Bluffs, Iowa, llegó a la fama al convertirse en parte del elenco de telerrealidad 16 and Pregnant en 2009, el cual documentaba los embarazos y los primeros meses de maternidad de varias mujeres jóvenes. Más tarde ese año, fue elegida para el serie derivada, Teen Mom, y apareció en cada una de sus cuatro temporadas hasta su conclusión en 2012. Ese agosto, lanzó su álbum de estudio debut y sus memorias, ambos de los cuales fueron titulados My Teenage Dream Ended. El libro alcanzó la The New York Times Best Seller list, mientras que el álbum fue nombrado el 32.º mejor álbum de 2012 por The Guardian, el cual le llamó "el álbum más raro escuchado este año. Una mezcla verdaderamente rara de sonidos genéricos guetta pop y la abrasiva voz autotuneada de Abraham".
En 2013, Abraham ganó fama mundial después del lanzamiento de su video pornográfico Farrah Superstar: Backdoor Teen Mom, en el cual aparecía con la estrella del porno James Deen; su secuela Farrah 2: Backdoor and More incluyó imágenes no usadas del primer rodaje y fue lanzado al siguiente año. En 2014, apareció en la cuarta temporada de Couples Therapy individualmente; haciendo eso, se convirtió en la primera en participar sin pareja. En 2015, regresó al spin-off de Teen Mom, con Teen Mom OG.

## Primeros años
Farrah Abraham nació el 31 de mayo de 1991 en Omaha, Nebraska; fue criada en Council Bluffs, Iowa. Su padre es de ascendencia siria e italiana, y su madre tiene ancestros daneses y sicilianos. Sus padres, Debra Danielson y Michael Abraham, se divorciaron en 2010; ella declaró que sus padres abusaban de ella cuando era niña, añadiendo que "tenía cortes, hematomas y cicatrices." En su adolescencia fue animadora del instituto.

## Carrera

### Teen Mom
Abraham empezó a salir con su novio Derek Underwood en 2006 y quedó embarazada de él en 2008. Underwood murió en un accidente de coche el 28 de diciembre de 2008, a los ocho meses de embarazo. La madre de Abraham le prohibió abortar, afirmando que está en contra de sus creencias personales. Dejó de ser animadora y continuó sus estudios en una universidad pública después de que sus rumores de embarazo se propagasen. A pesar de haberse distanciado, Abraham comentó que "Él fue mi primer amor, mi único verdadero amor" y añadió que "ahora que Derek se ha ido para siempre, también lo ha hecho mi final feliz." Dio a luz a su hija, Sophia Laurent Abraham, el 23 de febrero de 2009.
Abraham apareció en el segundo episodio de la primera temporada de 16 and Pregnant, un reality show emitido por MTV, el 18 de junio de 2009; documentaba su embarazo y los primeros meses de maternidad. Más tarde ese año, fue elegida para el spin-off de la serie,Teen Mom; seguía a Abraham, además de a Maci Bookout, Catelynn Lowell y Amber Portwood, quienes también aparecieron en episodios de 16 and Pregnant, durante los primeros años de maternidad. La serie se estrenó el 8 de diciembre de 2009. En enero de 2010, la madre de Abraham, Danielson, fue arrestada y condenada con asalto después de que Abraham presentase "múltiples cortes en la parte derecha de su boca" después de una discusión física. Abraham reconoció el altercado como el "momento crucial" en el que ella de dio cuenta de que "necesitaba parar el abuso." En 2011, empezó a asistir al Art Institute of Fort Lauderdale en Florida, donde consiguió su grado en artes culinarias y administración. Más tarde lanzó su línea de salsas para pasta "Mom & Me".
El 1 de agosto de 2012, Abraham se aventuró en la industria de la música con el lanzamiento de su álbum de estudio debut My Teenage Dream Ended. Recibió comentarios mixtos de críticos de la música contemporánea. Abraham lanzó sus memorias con el mismo título el 14 de agosto. Después de estar en el aire durante cuatro temporadas, el final de la serie Teen Mom se estrenó el 29 de agosto de 2012.

### 2013–presente: Vídeo sexual y continuación de su carrera
En 2013, Abraham fue arrestada por ser sospechosa de conducir ebria; se declaró culpable de los cargos en junio, y fue sentenciada a seis meses de libertad condicional, seis meses de pruebas de alcoholemia y 500 dólares fianza. En abril, se especuló que la cinta sexual en la que aparecía Abraham fue vendida a varias distribuidoras pornográficas. A pesar de que inicialmente declaró que la grabación se había filtrado, más tarde afirmó que ella contrató al actor pornográfico James Deen para hacer un vídeo para ella, con la intención de vender el material; ella justificó esto como "[celebrar] tu increíble cuerpo [y hacer] tus propias grabaciones sexys." Abraham ganó 1,5 millones de dólares después de vender el vídeo a Vivid Entertainment, el cual lanzó el vídeo bajo el título Farrah Superstar: Backdoor Teen Mom. Aunque producido profesionalmente, fue lanzado al mercado como una cinta sexual filtrada. Ella declaró que "fue drogada y violada más de una vez" durante apariciones en convenciones pornográficas y clubs de estriptis después de su lanzamiento, el cual describe como un "tiempo oscuro". Abraham más tarde comentó que su afiliación la industria pornográfica "hizo difícil que hiciese amigos y tener una vida privada, siento me usaban por mi dinero", y piensa que el vídeo sexual "arruinó mi vida."
En enero de 2014, Abraham fue parte del elenco de la cuarta temporada de Couples Therapy. Sin embargo, Brian Dawe afirmó que fue contratado por Abraham para aparecer como su novio en pantalla y que finalmente no apareció en el programa junto a ella. Abraham se convirtió en la única miembro del elenco en la historia de la serie en continuar la terapia sin una pareja, y se centró en reparar su relación con su madre. Con sus alegaciones previas de violación en su asociación con Vivid Entertainment, el anuncio del lanzamiento a la prensa de su segunda cinta sexual Farrah 2: Backdoor and More en febrero afirmó "no es una 'falsa' filtración--es un trato real, ridículo, puro, y adaptada a la deshonesta personalidad de Farrah." Más tarde ese mismo mes, Abraham apareció en el especial de televisión Being Farrah, en el cual actuó como continuación de Teen Mom; Bookout, Lowell, y Portwood aparecieron respectivamente en los especiales Being Maci, Being Catelynn, y Being Amber. Sus éxitos hicieron que MTV considerase revivir la serie sin Farrah, a quien las otras mujeres consideraban una influencia inaporpiada para sus hijos. En marzo regresó a la industria de la música con el lanzamiento de la canción "Blowin'" y el simultáneo estreno de su video musical de acompañamiento. Ella afirmó que trata a la música como un "hobby, no una carrera." En agosto de ese mismo año, firmó un contrato con el club de caballeros Palazio en Austin, Texas, por 554,000 dólares por tener la residencia allí hasta Nochevieja.
El 27 de agosto de 2015, entró en la casa de Celebrity Big Brother representando a los Estados Unidos. El 28 de septiembre, se convirtió en la quinta candidata en ser expulsada. No estuvo en el top cuatro de los más votados, y su compañera de la casa, Austin Armacost, decidió expulsarla. El 22 de septiembre, Abraham apareció como panelista en Bit on the Side y tuvo una acalorada discusión con su compañera panelista, Aisleyne Horgan-Wallace, la discusión resultó en que las panelistas fuesen expulsadas. Se informó que Horgan-Wallace le tiró la bebida a la cara a Abraham y Abraham empezó a tirarle vasos a ella. Otra panelista, la actriz, Vicki Michelle, fue enviada al hospital después de que un vaso se estallase en su cabeza. Abraham fue acompañada afuera por el equipo de seguridad. El evento resultó en que la policía abriese una investigación al respecto.
En marzo de 2016, Abraham declaró que un conductor de Uber la había asaltado sexualmente y como resultado de esas declaraciones ella ha sido vetada de usar los servicios de la compañía.[33]

## Filmografía
| Año        | Título                              | Función                                                | Notas                                  |
| Televisivo | Televisivo                          | Televisivo                                             | Televisivo                             |
| ---------- | ----------------------------------- | ------------------------------------------------------ | -------------------------------------- |
| 2009       | 16 & Pregnant                       | Ella                                                   | "Farrah" (Temporada 1, episodio 2)     |
| 2009–12    | Teen Mom                            | Miembro de reparto principal (temporadas 1–4)          |                                        |
| 2014       | Terapia de parejas                  | Miembro del reparto principal (temporada 4)            |                                        |
| 2014       | Being Farrah                        | Especial de televisión                                 |                                        |
| 2015       | Teen Mom                            | Miembro del reparto principal (temporada 5-hasta 2018) |                                        |
| 2015       | Celebridad Gran Hermano             | Concursante; Representando los EE. UU.                 |                                        |
| Película   |                                     |                                                        |                                        |
| 2013       | Farrah Superstar: Backdoor Teen Mom | Ella                                                   | Película pornográfica (con James Deen) |
| 2014       | Farrah 2: Backdoor And More         | Película pornográfica (con James Dean)                 |                                        |

## Discografía
- 2012, My Teenage Dream Ended
- 2014, Blowin[35]